# Panamatangen
Panamatangen er en smal tange mellem det Caribiske Hav og Stillehavet, som forbinder Nordamerika og Sydamerika. Den blev dannet for omkring 3 millioner år siden, i den pliocæne tidsalder. Panamatangen ligger i landet Panama, og er gennemskåret af Panamakanalen. Som mange landtanger har den en stor strategisk værdi på grund af sin vigtighed i forbindelse med transport på land og til vands.
9°N 79°V / 9°N 79°V